# Scott Miller
Scott "Scotty" Miller (Perth, 18 de maio de 1972) é um ex-jogador e atual treinador australiano de futebol, que atuava como zagueiro. Destacou-se na equipe do Perth Glory FC, onde disputou mais de 200 partidas e fez 17 gols em dez anos de permanência no clube. Após sua aposentadoria em 2007, iniciou a carreira de treinador, atualmente comandando a equipe de base do Perth Glory FC.